# Ratanhia
Krameria lappacea
Espèce
Classification phylogénétique
Le ratanhia (Krameria lappacea) est un arbuste de 20 à 40 centimètres. À tige dressée, on le reconnaît à ses nombreux rameaux velus et blanchâtres, à ses feuilles simples, oblongues, dures et aiguës ainsi qu'à ses minuscules fleurs rouges et son fruit globuleux et couvert d'aiguillons. Enfin, sa racine, cylindrique, rampante et rameuse, présente une écorce, brune et fibreuse.

## Habitat et culture
Le ratanhia est originaire d'Amérique centrale, du Pérou et des Antilles où il pousse en altitude sur des terrains secs et sableux (entre 900 et 3 000 mètres d'altitude sur les versants occidentaux de la cordillère des Andes). On le cultive pour sa racine que l'on récolte tout au long de l'année.

## Propriétés
Traditionnellement, on utilise sa racine pour ses vertus astringentes (celle-ci contient entre 10 et 20 % de tanins) et hémostatiques comme dentifrice naturel. C'est d'ailleurs ce que suggère son nom espagnol, raíz para los dientes (racine pour les dents). Également antimicrobien, le ratanhia soigne les affections de l'appareil gastro-intestinal.
Les extraits secs du ratanhia formulés en suppositoire sont utilisés dans le traitement des hémorroïdes et des dysfonctions des testicules.[réf. nécessaire]

## Synonyme
- L'espèce a été nommée également Krameria triandra Ruiz & Pav.